# Sweet & Innocent? ...Loud & Dirty!
Sweet & Innocent? ...Loud & Dirty! är ett musikalbum av Mad Sin och släpptes 1998. Ansvarigt skivbolag var BONANZA RECORDS.

## Låtlista
1. Sin City Calling
2. Mad to the Bone
3. All This and More
4. Scarred Ole' Heart
5. Dead Man Tell No Tales
6. Paralyzed
7. Take a Ride
8. Costa del Hell
9. Tumblin' Down
10. Russian Roulette
11. Club Sin-a-Gogo
12. Love Dictator (bonustrack on limited edition)
13. Overdose Affair
14. Behind the Facade
15. Interceptor
16. Moustache

### Bandmedlemmar
- Köfte - Sång
- F.Stein - Gitarr
- Doyle - Leadgitarr på "Dead Man Tell No Tales"
- Holly - Bas
- Herman - Trummor